# Federico Schaffler
Federico Schaffler González (Nuevo Laredo, Tamaulipas; 1959) es un escritor, editor, compilador y promotor de literatura fantástica mexicana, así como consultor en políticas públicas y comunicación política. Es considerado por muchos como "el historiador del comercio exterior mexicano".

## Biografía
Es Doctor en Política Pública por el Tecnológico de Monterrey (EGAP), Master en Estudios Interdisciplinarios (Sociología, Historia y Ciencia Política por Texas A&M International University -TAMIU) y Licenciado en Ciencias de la Comunicación.
Ha sido servidor público a nivel local y estatal, promotor cultural, becario del Centro Mexicano de Escritores (1991) y del Fondo Estatal para la Cultura y las Artes de Tamaulipas (1995 y 2007), Presidente Fundador de la Asociación Mexicana de Ciencia Ficción y Fantasía (1992-1995), cargo para el que fue elegido nuevamente en julio de 2000. 
Fue editor y director de las revistas Umbrales: literatura fantástica de México (1992 a 2000, 49 ediciones) y "Sinergia Aduanera: órgano oficial de la Asociación de Agentes Aduanales de Nuevo Laredo (1999-2009, 51 ediciones), así como coordinador del Taller de Literatura Fantástica "Terra Ignota" (1990 a 2003). 
Ha publicado cuentos en innumerables revistas, libros colectivos y en 34 antologías de ocho países. Ganó el premio Kalpa de Cuento de Ciencia Ficción (1997), el Charrobot (1997) y en dos ocasiones el Premio Estatal de Literatura "Juan B. Tijerina" (1988 y 1990). 
Ha publicado, hasta el momento, 55 libros, tras cumplir el autoimpuesto reto de publicar 22 libros en el año 2023 (de hecho, terminó 23). Ha sido traducido al inglés, francés, portugués y alemán.
En 2011 el Gobierno del Estado de Tamaulipas lo designó Creador Emérito, en virtud de su trayectoria, en ese momento, de más de 27 años como escritor, promotor de la literatura fantástica mexicana y formador de nuevas generaciones de escritores. Su primer cuento fue publicado en 1982.
Del 2 de marzo de 2015 al 31 de enero de 2021 fue Director del Texas Center for Border Economic and Enterprise Development de Texas A&M International University -TAMIU, en Laredo, Texas, EE. UU.